# هنري شابوت
هنري شابوت (بالفرنسية: Henri Chaput)‏ (1857 - 1919) كان جراحًا فرنسيًا، اشتهر بإسهاماته في جراحة البطن والعقم الجراحي.

## حياته
ولد هنري شابوت في17 نوفمبر 1857 في يون. التحق بكلية الطب في باريس عام 1876، وفي عام 1878 قبل في التدريب الخارجي بالمستشفى. عمل أولاً مع سيمون دوبلاي ثم في مستشفى الشاريتي.
استقبل كمتدرب في المستشفى عام 1880. مكث في بيستر لمدة ستة أشهر مع أوجين بولين جيليت قبل أن يعين في Hôtel-Dieu في خدمة Photinos Panas الذي وجهه نحو جراحة الأعصاب ثم قدمه ليون لو فورت إلى طب النساء. أمضى سنته الثالثة في مستشفى بوجون مع بول تيلو الذي نقل إليه اهتمامه بالتشريح كمساعد تشريح في كلية الطب وفي مدرج التشريح في كلامارت. أنهى فترة تدريبه في مستشفى لاريبوسير مع دوبلاي.
في عام 1885، دافع عن أطروحته حول كسور الرضفة القديمة، كُفئ عمله بالميدالية الفضية لكلية الطب. في نفس العام أصبح ناميًا. في عام 1888، عُيّن جراحًا بالمستشفى وانضم إلى أوكتاف تيريلون في مستشفى بيتي سالبترير. انتُخب عضوًا كاملًا في جمعية جراحة باريس أكاديمية الجراحة المستشفى عام 1893. في عام 1897 عين رئيسًا للخدمة في المركز الصحي التابع للبلدية ثم في في مستشفى تينون عام 1898. بعد ذلك بعامين تولى إدارة قسم الجراحة في Hôpital de la Pitié والذي تركه في عام 1901 إلى Hôpital Broussais. عمل هناك حتى عام 1906 عندما عين في Lariboisière حيث بقي حتى نهاية حياته المهنية.
في عام 1914، أصبح استشاريًا في الجراحة بالجيش. كما أنه يدير خدمة جنود لاريبويسيير الجرحى. كان هناك حيث رعى ابنه جان وهو طيار مقاتل مصاب بجروح خطيرة. سرعان ما سيطر الطيار الشاب على طائرته لكنه أصيب مرة أخرى وهذه المرة قاتلة. تشابوت غارق في هذا الحداد. مات بعد ذلك بوقت قصير في فبراير 1919.

## أعماله
في حين قدم شابوت مساهمة كبيرة في مجالات جراحة العظام وبتر الأطراف، كانت مساهماته مهمة أيضًا في أمراض النساء والتخدير فوق الجافية والصرف الصحي والعقم وكان جزءًا أساسيًا من عمله يتعلق بجراحة البطن ، وخاصة جراحة الأمعاء ، والتي نحن فيها. مدينون له قبل كل شيء بوصف صفاق الحوض الصغير. أخيرًا يجب أن نعتمد في رصيده على تطوير القفازات.

### قفازات شابوت
في عام 1901 قدم شابوت لمنبر جمعية الجراحة قفازات جراحية مصممة عام 1899 مقاومة للماء وقابلة للتعقيم في الأوتوكلاف. في الولايات المتحدة قبل بضع سنوات كان ويليام هالستيد قد أدخل بالفعل قفازات مطاطية في الجراحة ولكن فقط لغرض حماية الجلد وليس التعقيم. ظلت قفازات شابوت مستخدمة حتى ظهور القفازات التي يمكن التخلص منها في السبعينيات.